# The Price Mark
The Price Mark è un film muto del 1917 diretto da Roy William Neill. Il film fu prodotto, presentato e supervisionato da Thomas H. Ince.

## Trama
Paula Lee, una modella, viene sedotta da un famoso pittore, Fielding Powell, che da quel momento la tiene accanto a sé come amante. La donna si rassegna ad accettare quella condizione fino a che, per un fraintendimento, i due si separano. 
Qualche tempo dopo, Paula conosce un vecchio amico di Powell, il dottor Melfi, e se ne innamora. Melfi le propone di sposarlo e la coppia vive felicemente. Un giorno, però, riappare nella loro vita Powell, ignaro che la sua ex amante abbia sposato l'amico. Quando la vede, il desiderio di lei riavvampa e il pittore ricatta la donna, chiedendole di riprendere la loro relazione, quale condizione per non rivelare il suo passato al marito. Paula tenta di sfuggirgli, ma Powell - che non ha sedotto solo lei - viene accoltellato da un domestico del dottore, che vuole vendicare la sorella, disonorata anche lei dal pittore. Prima di morire, Powell ha il tempo di confessare all'amico di essere stato lui a sedurre Paula e di essere stato il solo responsabile dell'accaduto.

## Produzione
Il film fu prodotto dalla Thomas H. Ince Productions. Durante la lavorazione, venne adottato il titolo The Love Light

## Distribuzione
Distribuito dalla Paramount Pictures e dalla Famous Players-Lasky Corporation, il film - presentato da Thomas H. Ince - uscì nelle sale cinematografiche USA il 21 ottobre 1917, (secondo IMDb). Per Silent Era e per AFI, il film sarebbe invece stato distribuito il 3 dicembre 1917.
Copia della pellicola viene conservata negli archivi della Library of Congress. I diritti del film sono di pubblico dominio.